# ابتسامة سارة (أغنية)
ابتسامة سارة (بالإنجليزية: Sara Smile)‏ هي أغنية كتبها وسجلها الثنائي الموسيقي الأمريكي هول وأوتس.

## الإصدار
تم إصدارها في 18 أغسطس 1975. وهي الأغنية الثانية في ألبومهم المسمى داريل هول وجون أوتس.
حصدت الأغنية المركز الرابع على بيلبورد هوت 100 في عام 1976. كتبت الأغنية عن صديقة وزوجة هول آنذاك، سارة ألين. كان الزوجان معًا لمدة 30 عامًا تقريبًا قبل أن ينفصلا في عام 2001.

## روابط خارجية
- كلمات الأغنية الكاملة على مترولايركس
- سارة سمايل في AllMusic